# Polimero a memoria di forma
Un polimero a memoria di forma (abbreviato in SMP, dall'inglese shape-memory polymer) è un materiale intelligente polimerico che ha la capacità di ritornare da uno stato deformato (forma temporanea, metastabile) alla sua forma originale (permanente, stabile) a seguito di uno stimolo esterno (o "innesco"), come ad esempio un cambiamento di temperatura.

## Proprietà dei polimeri a memoria di forma
I polimeri a memoria di forma possono "memorizzare" due o talvolta tre forme e la transizione tra queste è indotta generalmente dalla temperatura. Oltre che dalla temperatura, il cambiamento di forma dei polimeri a memoria di forma può essere attivato da un campo elettrico o magnetico, dalla luce o dalla dissoluzione in un opportuno solvente. Gli SMP comprendono materiali polimerici termoplastici e termoindurenti (reticolati tramite legame covalente). Possono ritornare allo stato iniziale anche dopo avere subito deformazioni superiori all'800%.
Gli effetti della memoria di forma sono descritti generalmente dalla velocità di recupero della deformazione (Rr) e dal tasso di fissità della deformazione (Rf). Il tasso di recupero della deformazione descrive la capacità del materiale di memorizzare la sua forma permanente, mentre il tasso di fissità della deformazione descrive la capacità di cambiare i segmenti per fissare la deformazione meccanica:
{\displaystyle R_{r}(N)={\frac {\varepsilon _{m}-\varepsilon _{p}(N)}{\varepsilon _{m}-\varepsilon _{p}(N-1)}}}
{\displaystyle R_{f}(N)={\frac {\varepsilon _{u}(N)}{\varepsilon _{m}}}}
dove N è il numero di cicli, εm è la massima sollecitazione imposta sul materiale e εp(N) e εp(N-1) sono le deformazioni del campione in due cicli successivi nello stato privo di stress prima di raggiungere la tensione di snervamento.
L'effetto memoria di forma può essere brevemente descritto con il seguente modello matematico:
{\displaystyle R_{f}(N)=1-{\frac {E_{f}}{E_{g}}}}
{\displaystyle R_{r}(N)=1-{\frac {f_{IR}}{f_{\alpha }(1-E_{f}/E_{g})}}}
dove Eg è il modulo vetroso, Ef è il modulo gommoso, fIR è una deformazione di flusso viscoso e fα è una tensione per t >> tr.

### Triplice memoria di forma
Mentre la maggior parte dei polimeri a memoria di forma tradizionali possono assumere solo una forma permanente e una temporanea, i recenti progressi tecnologici hanno consentito l'introduzione di materiali a memoria di forma tripla. Proprio come un tradizionale polimero a memoria di forma doppia passa da una forma temporanea a una forma permanente per una temperatura particolare, i polimeri a memoria a tripla forma passano da una forma temporanea a un'altra alla prima temperatura di transizione, e poi di nuovo alla forma permanente ad un'altra, più alta. Ciò si ottiene generalmente combinando due polimeri a doppia forma di memoria con diverse temperature di transizione vetrosa o quando si riscalda un polimero a memoria di forma programmata prima sopra la temperatura di transizione vetrosa e poi sopra la temperatura di fusione del segmento di commutazione.

## Descrizione dell'effetto memoria di forma indotta termicamente
I polimeri che presentano un effetto memoria di forma hanno sia una forma visibile, corrente (temporanea) che una forma immagazzinata (permanente). Una volta che quest'ultima è stata realizzata con metodi convenzionali, il materiale viene trasformato in un'altra forma temporanea mediante processo di riscaldamento, deformazione e infine raffreddamento.

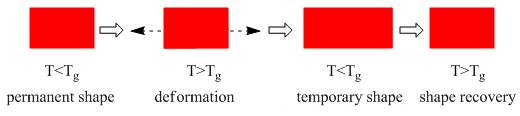
Rappresentazione schematica dell'effetto memoria di forma

Il polimero mantiene questa forma temporanea fino a quando il cambiamento di forma nella forma permanente non viene attivato da uno stimolo esterno predeterminato. Il segreto dietro questi materiali sta nella loro struttura di rete molecolare, che contiene almeno due fasi separate. La fase che mostra la più alta transizione termica, Tperm, è la temperatura che deve essere superata per stabilire i collegamenti fisici incrociati responsabili della forma permanente. I segmenti di commutazione, d'altra parte, sono i segmenti con la capacità di ammorbidirsi oltre una certa temperatura di transizione (Ttrans) e sono responsabili della forma temporanea. In alcuni casi questa è la temperatura di transizione vetrosa (Tg) e l'altra la temperatura di fusione (Tm). Il superamento di Ttrans (rimanendo al di sotto di Tperm) attiva la commutazione ammorbidendo questi segmenti di commutazione e permettendo così al materiale di riprendere la sua forma originale (permanente). Al di sotto di Ttrans, la flessibilità dei segmenti è almeno in parte limitata. Se Tm viene scelto per programmare lo SMP, la cristallizzazione indotta dalla deformazione del segmento di commutazione può essere iniziata quando è allungata sopra Tm e successivamente raffreddata sotto Tm. Questi cristalliti formano netpoint covalenti che impediscono al polimero di riformare la sua consueta struttura a spirale. Il rapporto tra segmento duro e morbido è spesso tra 5/95 e 95/5, ma idealmente questo rapporto è tra 20/80 e 80/20. I polimeri a memoria di forma sono effettivamente viscoelastici e esistono molti modelli e metodi di analisi.

### Termodinamica dell'effetto memoria di forma
Allo stato amorfo, le catene polimeriche assumono una distribuzione completamente casuale all'interno della matrice. W rappresenta la probabilità di una conformazione fortemente arrotolata, che è la conformazione con la massima entropia, ed è lo stato più probabile per una catena polimerica lineare amorfa. Questa relazione è rappresentata matematicamente dalla equazione di Boltzmann S = k ln W, dove S è l'entropia e k la costante di Boltzmann.
Nel passaggio dallo stato vetroso a uno stato elastico gommoso, per attivazione termica, le rotazioni attorno ai legami del segmento diventano sempre più libere. Ciò consente alle catene di assumere altre conformazioni possibilmente, energeticamente equivalenti, con una piccola quantità districata. Di conseguenza, la maggior parte degli SMP formerà bobine compatte e casuali perché questa conformazione è favorita entropicamente rispetto a una conformazione allungata.
Polimeri in questo stato elastico con peso molecolare medio numerico maggiore di 20.000 allungamenti nella direzione di una forza esterna applicata. Se la forza viene applicata per un breve periodo, l'aggrovigliamento delle catene polimeriche con i loro vicini impedirà un grande movimento della catena e il campione recupera la sua conformazione originale alla rimozione della forza. Se la forza viene applicata per un periodo di tempo più lungo, tuttavia, si verifica un processo di rilassamento in cui si verifica una deformazione plastica e irreversibile del campione a causa dello scivolamento e del districamento delle catene polimeriche.
Per impedire lo scivolamento e il flusso delle catene polimeriche, è possibile utilizzare la reticolazione, sia chimica che fisica.

### SMP fisicamente reticolati

#### Copolimeri a blocchi lineari
I polimeri rappresentativi di memoria di forma in questa categoria sono i poliuretani con componenti ionici o mesogenici realizzati con il metodo prepolimero. Altri copolimeri a blocchi mostrano anche l'effetto memoria di forma, come il copolimero a blocchi di polietilene tereftalato (PET) e glicole polietilenico (PEO), copolimeri a blocchi contenenti polistirene e poli(1,4-butadiene) e un copolimero triblock ABA in poli(2-metil-2-ossazolina) e politetraidrofurano.

#### Altri polimeri termoplastici
Un amorfo lineare polynorbornene (Norsorex, sviluppato da CdF Chemie/Nippon Zeon) o polimero organico-inorganico ibrido è costituito da unità di polynorbornene parzialmente sostituite da polyhedral oligosilsesquioxane (POSS) anch'esso con memoria di forma.

### SMP reticolati chimicamente
La principale limitazione dei polimeri reticolati fisicamente per l'applicazione della memoria di forma è la deformazione irreversibile durante la programmazione della memoria dovuta allo scorrimento viscoso. Il polimero termoindurente può essere sintetizzato mediante polimerizzazione con multifunzionali (3 o più) reticolazioni o mediante successiva reticolazione di un polimero lineare o ramificato. Formano materiali insolubili che si gonfiano in alcuni solventi.

#### Poliuretano reticolato
Questo materiale può essere prodotto usando un eccesso di disocianato o usando un reticolante come glicerolo o trimetilolo propano. L'introduzione della reticolazione covalente migliora lo scorrimento, l'aumento della temperatura di recupero e la finestra di recupero.

#### SMP basati su PEO reticolati
I copolimeri PEO-PET possono essere reticolati usando anidride maleica, glicerolo o dimetil 5-isoftalato come agente reticolante. L'aggiunta del 1,5% in peso di anidride maleica aumenta la memoria di forma dal 35% al 65% e la resistenza alla trazione da 3 a 5 MPa.
| Solido                     | Reticolante                         | Tr (°C) | Rf(5)(%) | Rf(5)(%) |
| -------------------------- | ----------------------------------- | ------- | -------- | -------- |
| PET                        | Glicerolo/dimetil 5-solfoisoftalato | 11–30   | 90–95    | 60–70    |
| PET                        | Anidride maleica                    | 8–13    | 91–93    | 60       |
| AA/MAA copolimero          | N, N'-metilen-bis-acrilammide       | 90      |          | 99       |
| MAA/N-vinil-2-pirrolidone  | Dimetacrilato di etilenglicole      | 90      |          | 99       |
| PMMA/N-vinil-2-pirrolidone | Dimetacrilato di etilenglicole      | 45, 100 |          | 99       |

#### Memoria di forma termoplastica
Mentre gli effetti della memoria di forma sono tradizionalmente limitati ai polimeri termoindurenti, è possibile utilizzare anche alcuni polimeri termoplastici, in particolare il PEEK.

## SMP indotti dalla luce

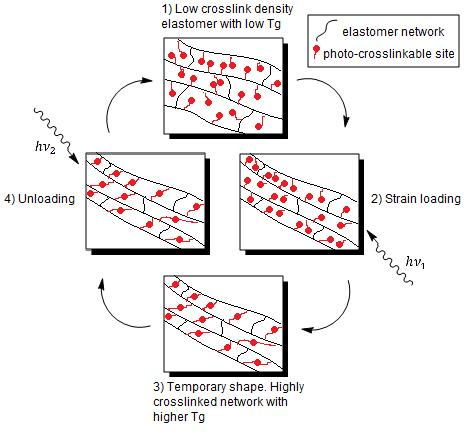
Una rappresentazione schematica della reticolazione LASMP reversibile

I polimeri a memoria di forma attivata dalla luce (LASMP) usano i processi di foto-reticolazione e foto-divisione per cambiare Tg. La foto-reticolazione si ottiene utilizzando una lunghezza d'onda della luce, mentre una seconda lunghezza d'onda taglia in modo reversibile i legami foto-reticolati. L'effetto ottenuto è che il materiale può essere scambiato in modo reversibile tra un elastomero e un polimero rigido. La luce non cambia la temperatura, ma solo la densità di reticolazione all'interno del materiale. Ad esempio, è stato riportato che i polimeri contenenti gruppi cinnamici possono essere fissati in forme predeterminate mediante illuminazione a luce UV (> 260 nm) e ritornare alla forma originale quando esposti luce UV di diversa lunghezza d'onda (< 260 nm). Esempi di interruttori fotoresponsivi comprendono l'acido cinnamico e l'acido acetico cinnamilidene.

## SMP elettroattivi
L'uso dell'elettricità per attivare l'effetto memoria di forma dei polimeri è auspicabile per applicazioni in cui non sarebbe possibile utilizzare il calore ed è un'altra area attiva di ricerca. Alcuni sforzi attuali utilizzano la conduzione di compositi SMP con nanotubi di carbonio, fibre corte di carbonio (SCFs), carbone nero, o polvere di Ni metallico. Questi SMP conduttori sono prodotti da nanotubi di carbonio a pareti multiple (MWNT) che modificano chimicamente la superficie in un solvente misto di acido nitrico e acido solforico, allo scopo di migliorare il legame interfacciale tra i polimeri e i riempitivi conduttivi. L'effetto memoria di forma in questi tipi di SMP ha dimostrato di dipendere dal contenuto di riempitivo e dal grado di modifica della superficie degli MWNT, con le versioni modificate di superfici che mostrano una buona efficienza di conversione energetica e proprietà meccaniche migliorate.
Un'altra tecnica oggetto di studio prevede l'uso di nanoparticelle superparamagnetiche modificate in superficie. Quando viene introdotto nella matrice polimerica, è possibile l'attivazione remota delle transizioni di forma. Un esempio di ciò riguarda l'uso del composito di oligo (e-caprolattone) dimetacrilato/butilacrilato tra il 2 e il 12% nanoparticelle di magnetite. Nichel e fibre ibride sono state usate con un certo grado di successo.

## Polimeri a memoria di forma contro leghe a memoria di forma
|                                           | SMPs                    | SMAs                    |
| ----------------------------------------- | ----------------------- | ----------------------- |
| Densità (g/cm³)                           | 0.9–1.2                 | 6–8                     |
| Estensione di deformazione                | più di 800%             | <8%                     |
| Forza richiesta per la deformazione (MPa) | 1–3                     | 50–200                  |
| Forza generata per recupero (MPa)         | 1–3                     | 150–300                 |
| Temperatura di transizione (°C)           | −10..100                | −10..100                |
| Velocità di recupero                      | 1s – min                | <1s                     |
| Condizioni di modifica                    | <200 °C bassa pressione | >1000 °C alta pressione |
| Costo                                     | <$21/kg.                | ~$550/kg.               |

I polimeri a memoria di forma differiscono dalle leghe a memoria di forma (SMAs) per la loro transizione vetrosa o transizione di fusione da una fase solida a una morbida che è responsabile dell'effetto memoria di forma. Nelle leghe a memoria di forma martensitiche/austenitiche le transizioni sono responsabili dell'effetto memoria di forma.
Ci sono numerosi vantaggi che rendono gli SMP più attraenti delle leghe a memoria di forma. Hanno un'elevata capacità di deformazione elastica (nella maggior parte dei casi fino al 200%), costi molto più bassi, densità inferiore, un'ampia gamma di temperature di applicazione che possono essere adattate, facilità di lavorazione, potenziale biocompatibilità e biodegradabilità, e probabilmente superiori proprietà meccaniche degli SMAs.

## Applicazioni

### Industriali
Una delle prime applicazioni industriali concepite è stata la robotica in cui sono state utilizzate schiume a memoria di forma (SM) per fornire una leggera pretensione iniziale nella presa. Queste schiume SM potrebbero essere successivamente indurite dal raffreddamento creando una presa adattiva alla forma. Da quel momento questi materiali hanno visto un uso diffuso nel settore edile (schiuma che si espande col calore per sigillare i telai delle finestre), abbigliamento sportivo (caschi, tute da judo e karate) e in alcuni casi con additivi termocromici per facilitare l'osservazione del profilo termico. Gli SMP in poliuretano vengono anche applicati nei motori.

### Fotoniche
Un campo affascinante in cui oggigiorno gli SMP hanno un impatto piuttosto significativo è la fotonica. Grazie alla capacità di cambiare forma, gli SMP consentono la produzione di reticoli fotonici funzionali e reattivi. Infatti, utilizzando moderne tecniche litografiche morbide come lo stampaggio di repliche, è possibile imprimere periodiche nanostrutture, con dimensioni dell'ordine di grandezza della luce visibile, sulla superficie dei blocchi polimerici a memoria di forma. A causa della periodicità dell'indice di rifrazione, questi sistemi diffondono la luce. Sfruttando l'effetto memoria di forma del polimero, è possibile riprogrammare il parametro reticolare della struttura e di conseguenza ottimizzare il suo comportamento diffrattivo.
Un altro esempio di applicazione degli SMP nella fotonica è il laser casuale che cambia forma. Drogando gli SMP con particelle ad alta dispersione, come quelle di titanio, è possibile ottimizzare le proprietà di trasporto della luce nel composito. Inoltre, il guadagno ottico può essere introdotto aggiungendo un colorante molecolare al materiale. Configurando sia la quantità di scatter che il colorante organico, si può osservare un regime di amplificazione della luce quando i composti vengono pompati otticamente. I polimeri a memoria di forma sono stati usati anche in combinazione con nanocellulosa per fabbricare compositi che esibiscono sia proprietà chiroptiche sia effetto memoria a forma termoattivata.

### Medicali
La maggior parte delle applicazioni mediche degli SMP deve ancora essere sviluppata, ma i dispositivi con SMP stanno iniziando a entrare nel mercato. Di recente, questa tecnologia si è estesa alle applicazioni in chirurgia ortopedica.
Inoltre, gli SMP vengono ora utilizzati in vari dispositivi oftalmici tra cui shunt per glaucoma e lenti introacolari.

### Medicali potenziali
Gli SMP sono materiali intelligenti con potenziali applicazioni, come cannula intravenosa, fili ortodontici autoregolanti e strumenti selettivamente flessibili per procedure chirurgiche su piccola scala in cui sono attualmente ampiamente utilizzate leghe a memoria di forma a base di metallo come il nitinol. Un'altra applicazione degli SMP in campo medico potrebbe essere il suo uso negli impianti ortodentici: ad esempio minimamente invasivo, attraverso piccole incisioni o orifizi naturali, l'impianto di un dispositivo nella sua piccola forma temporanea. Le tecnologie a memoria di forma hanno mostrato una grande promessa per gli stent cardiovascolari, poiché consentono di inserire un piccolo stent lungo una vena o un'arteria e quindi espanderlo per aprirlo. Dopo aver attivato la memoria di forma per aumento di temperatura o stress meccanico, assumerebbe la sua forma permanente. Alcune classi di polimeri a memoria di forma possiedono una proprietà aggiuntiva, la biodegradabilità. Ciò offre la possibilità di sviluppare impianti temporanei. Nel caso di polimeri biodegradabili, dopo che l'impianto ha soddisfatto l'uso previsto, ad esempio si è verificata la guarigione/rigenerazione dei tessuti, il materiale si degrada in sostanze che possono essere eliminate dall'organismo. Pertanto, la funzionalità completa verrebbe ripristinata senza la necessità di un secondo intervento chirurgico per rimuovere l'impianto. Esempi di questo sviluppo sono gli stent vascolari e le suture chirurgiche. Se utilizzata nelle suture chirurgiche, la proprietà di memoria di forma degli SMP consente la chiusura della ferita con una tensione ottimale autoregolante, che evita danni ai tessuti dovuti a suture troppo serrate e supporta la guarigione e la rigenerazione.

### Industriali potenziali
Ulteriori potenziali applicazioni includono componenti strutturali autoriparanti, come ad esempio parafanghi di automobili nei quali le ammaccature vengono riparate dall'applicazione della temperatura. Dopo una deformazione indesiderata, come un'ammaccatura nel parafango, questi materiali "ricordano" la loro forma originale. Il loro riscaldamento attiva la loro "memoria". Nell'esempio dell'ammaccatura, il parafango potrebbe essere riparato con una fonte di calore, come un asciugacapelli. L'impatto si traduce in una forma temporanea, che ritorna alla forma originale dopo il riscaldamento: in effetti, la plastica si ripara da sola. Gli SMP possono anche essere utili nella produzione di aeromobili che si trasformerebbero durante il volo. Attualmente, la Defense Advanced Research Projects Agency (DARPA) sta testando ali di velivoli che cambieranno forma del 150%.
La realizzazione di un migliore controllo sul comportamento di commutazione dei polimeri è vista come un fattore chiave per implementare nuovi concetti tecnici. Ad esempio, un'impostazione accurata della temperatura di inizio del recupero della forma può essere sfruttata per ottimizzare la temperatura di rilascio delle informazioni memorizzate in un polimero a memoria di forma. Ciò può spianare la strada al monitoraggio delle temperature di alimenti o prodotti farmaceutici.
Recentemente, presso il Georgia Institute of Technology è stato sviluppato un nuovo processo di fabbricazione, Mnemosynation, per consentire la produzione in serie di dispositivi SMP reticolati, che altrimenti sarebbero proibitivi in termini di costi utilizzando le tradizionali tecniche di polimerizzazione termoindurente. Mnemosynation è dovuto alla dea greca della memoria, Mnemosine ed è la trasmissione controllata della memoria su materiali termoplastici amorfi che utilizzano un reticolazione covalente indotta da radiazioni, proprio come la vulcanizzazione impartisce un comportamento elastomerico recuperabile su gomme che usano reticolanti allo zolfo. La mnemosynation combina i progressi delle radiazioni ionizzanti e la messa a punto delle proprietà meccaniche degli SMP per consentire la lavorazione tradizionale delle materie plastiche (estrusione, soffiaggio, stampaggio a iniezione, stampaggio a trasferimento di resina, ecc.) e consente l'uso di SMP termoindurenti in geometrie complesse. Le proprietà meccaniche personalizzabili dei tradizionali SMP sono ottenibili con tecniche di lavorazione della plastica ad alto rendimento per consentire prodotti in plastica producibili in serie con proprietà di memoria di forma termoindurenti: basse deformazioni residue, forza recuperabile sintonizzabile e temperature di transizione del vetro regolabili.

### Protezione del marchio e anti-contraffazione
I polimeri a memoria di forma possono fungere da piattaforma tecnologica per un modo sicuro di memorizzazione e rilascio delle informazioni. Sono state costruite etichette anti-contraffazione che mostrano un simbolo o un codice visivo quando sono esposte a sostanze chimiche specifiche. Le etichette multifunzionali possono persino rendere sempre più difficile la contraffazione. I polimeri a memoria di forma sono già stati trasformati in pellicola a memoria di forma da una macchina estrusice, con motivi in rilievo 3D nascosti e palesi internamente e il motivo 3D verrà rilasciato per essere goffrato o scomparire in pochi secondi irreversibilmente non appena viene riscaldato. La pellicola a memoria di forma può essere utilizzata come supporto per etichette o materiale di supporto per anti-contraffazione, protezione del marchio, sigilli anti-manomissione, sigilli anti-furto, ecc.